# غاو لين
غاو لين (بالصينية: 郜林)؛ مواليد 14 فبراير 1986 في تشنغتشو، خنان، الصين، هو لاعب كرة قدم صيني يلعب لنادي غوانغجو إفرغراند ومنتخب الصين لكرة القدم كمهاجم.

## روابط خارجية
- غاو لين على موقع الاتحاد الدولي (مؤرشف)  (الإنجليزية)
- غاو لين على موقع قاعدة بيانات كرة القدم.إي يو (الإنجليزية)
- غاو لين على موقع ناشيونال فوتبول تيمز (الإنجليزية)
- غاو لين على موقع Soccerway.com (الإنجليزية)
- غاو لين على موقع كووورة
- غاو لين على موقع أوليمبيديا (الإنجليزية)
- غاو لين على موقع اللجنة الأولمبية الصينية (الإنجليزية)